# Sophie Hedwig von Schleswig-Holstein-Sonderburg-Glücksburg
Sophie Hedwig (auch Sophia Hedwig; * 7. Oktober 1630 in Glücksburg, Holstein; † 27. September 1652 in Dresden, Sachsen) war eine Prinzessin aus der älteren Linie Schleswig-Holstein-Sonderburg-Glücksburg des Hauses Oldenburg. Durch Heirat wurde sie 1650 eine Schwiegertochter des regierenden sächsischen Kurfürsten Johann Georg I. und war designierte Herzogin von Sachsen-Zeitz.

## Leben

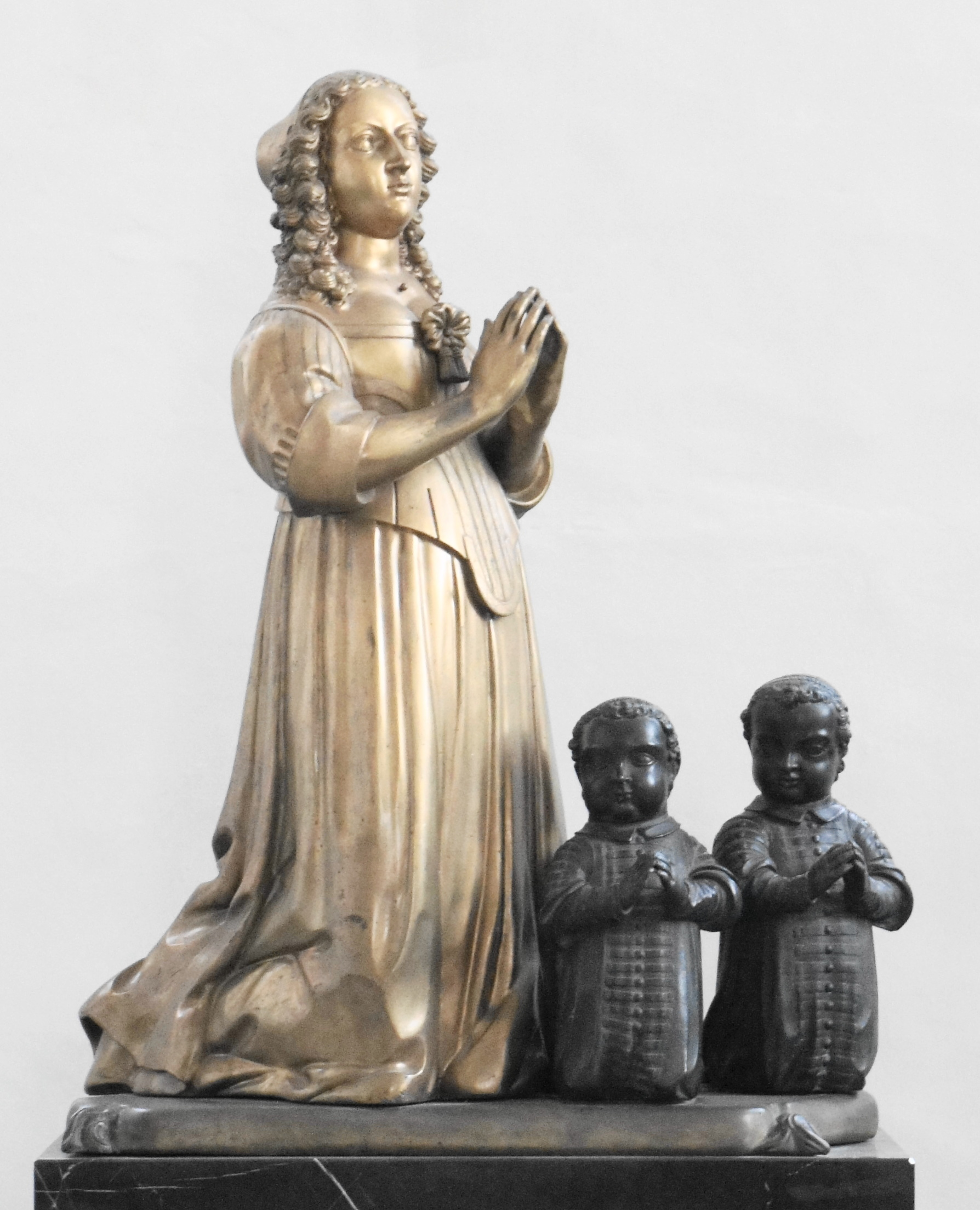
Figuren des Epitaphs der Herzogin auf einem Bronzekissen im Chorraum des Freiberger Doms

Sophie Hedwig war die zweite Tochter und das sechste Kind des auf Schloss Glücksburg residierenden Herzogs Philipp und dessen Gemahlin Sophie Hedwig von Sachsen-Lauenburg (1601–1660), einer Tochter des Herzogs Franz II. von Sachsen-Lauenburg. Ihr Vater war Begründer der älteren Linie Schleswig-Holstein-Sonderburg-Glücksburg, aber als abgeteilter Herr kein regierender Herzog.
Die Prinzessin lebte möglicherweise, wie auch ihre jüngere Schwester Christiana, einige Zeit bei der kinderlosen dänischen Kronprinzessin Magdalena Sibylla von Sachsen auf Schloss Nykøbing (Nykøbing auf Falster). Die Kronprinzessin, die jedoch 1647 Witwe und damit nicht mehr Königin wurde, war eine Tochter des sächsischen Kurfürsten Johann Georg I. Eine spätere Erziehung scheint Sophie Hedwig bei der verwitweten braunschweigischen Herzogin Anna Sophia von Brandenburg auf Schloss Schöningen gefunden zu haben, zumindest wurde sie zu ihrer Hochzeit von der Hofmeisterin der Herzogin begleitet.
Der sächsische Kurfürst Johann Georg I. war zum Ende des Dreißigjährigen Krieges bestrebt, auch seine letzten beiden ledigen Söhne zu vermählen. Während sich seine Ehefrau Magdalena Sibylle von Preußen bei der Partnerwahl der Kinder enthielt, jedoch insbesondere bei den Töchtern um die Ausgestaltung der Hochzeit kümmerte, war es dessen verwitwete Schwägerin Hedwig von Dänemark, die Sophie Hedwig an den Prinzen Moritz vermittelte. Dessen älterer Bruder Christian ergriff die Initiative und umwarb Sophie Hedwigs Schwester Christiana. Am 19. November 1650 vermählten sich auf dem Dresdner Schloss in einer Doppelhochzeit der 35-jährige Christian mit der 16-jährigen Christina sowie der 31-jährige Moritz mit der 20-jährigen Sophie Hedwig. Die dabei gehaltene Predigt gab Oberhofprediger Jacob Weller in den Druck. Die Feierlichkeiten dieser Doppelhochzeit erstreckten sich über vier Wochen mit Turnieren, Jagden, zahlreichen Hofballetten, Theateraufführungen und der Darstellung der Argonautensage als Feuerwerk. In den Berichten von der Hochzeit haben die Maßlosigkeit und das Außergewöhnliche, so die Trinkgelage, Jagden und das Feuerwerk, einen deutlich höheren Stellenwert als die darstellenden Künste.
Aus ihrer Ehe entstammten zwei Söhne, die beide im Säuglingsalter gestorben sind:
- Johann Philipp (* 12. November 1651; † 23. März 1652; 19 Wochen alt)
- Moritz (* 26. September 1652; † 10. Mai 1653; 32 Wochen alt)

Zehn Tage vor ihrem 22. Geburtstag starb sie am Tag nach der Geburt ihres zweiten Sohnes in Dresden im Kindbett. Ihre Beisetzung in der Gruft der Sophienkirche erfolgte drei Monate später, am 27. Dezember 1652, mit fürstlichem Pomp. Die von Oberhofprediger Jacob Weller gehaltene Leichenpredigt kam, wie auch die für die beiden Söhne, in den Druck.
Zwar hatte der Kurfürst bereits im Juli 1652 und somit zu Lebzeiten Sophie Hedwigs in einem Testament die Einrichtung von Sekundogeniturfürstentümern für seine drei jüngsten Söhne verfügt, die Umsetzung erfolgte allerdings erst nach seinem Tod 1656. Dadurch ist Sophie Hedwig nicht mehr Herzogin von Sachsen-Zeitz geworden.

## Epitaph

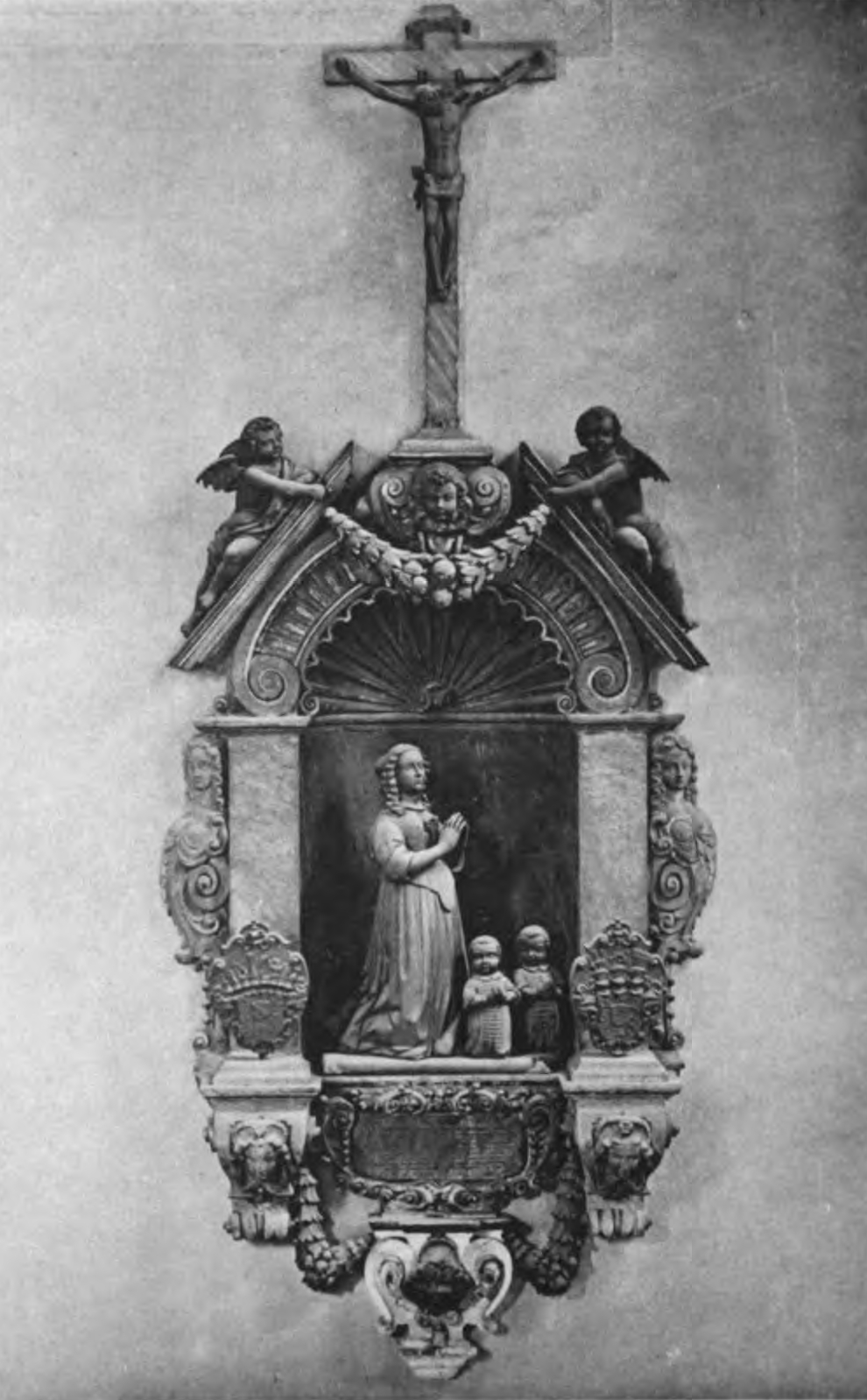
Epitaph der Herzogin

Der Bildhauer Wolf Ernst Brohn, von dem bereits Sophie Hedwigs Sarg stammte, schuf das Epitaph der Herzogin, das als sein Hauptwerk gilt. Es befand sich seit 1653 an der Nordwand des Chors der Dresdner Sophienkirche mit von Andreas Herold nach Brohns Modellen gegossenen Bronzefiguren. In dessen Zentrum befindliche Figuren waren die kniende Sophie Hedwig und ihre beiden Söhne mit den Händen zum Gebet gefaltet.
Während des Zweiten Weltkriegs wurden die Bronzeteile 1943 in das Untergeschoss der Frauenkirche gebracht. Die bronzene Sophien-Figur kam 1975 in den Freiberger Dom, wohin 1950 bereits der Sarg der Herzogin mit anderen aus der Fürstengruft der im Krieg stark beschädigten Sophienkirche überführt worden war. Die in den 1950er Jahren aus Dresden entwendeten Figuren der beiden Prinzen wurden in Bayern (Moritz) und Schleswig-Holstein (Johann Philipp) gefunden. Seit dem Jahr 2002 ist die Figurengruppe in Freiberg im Chorraum des Doms wieder vereint. Weitere Teile des Epitaphs befinden sich an verschiedenen Stellen in Dresden, unter anderem die Inschrifttafel im Landesamt für Denkmalpflege, die Bronzeengel in der Matthäuskirche und das Bronzekruzifix in der Heinrich-Schütz-Kapelle der Kreuzkirche.